# Várkonyi Tibor (orvos-biológus)
Dr. Várkonyi Tibor ((? –))író, biológia-kémia tanár.

## Élete
A Toldy Ferenc Gimnáziumban érettségizett 1949-ben. 1950-ben került az Országos Közegészségügyi Intézetbe, mint adminisztrátor. 3 éves katonai szolgálat után az Intézetben gépkocsivezető volt. 1957-ben került a Levegőhygiénés osztályra. A mérési módszerek, szabványok, egészségügyi határértékek kidolgozásában működött közre. Mérőműszereket konstruált.
Vezető munkatársa volt 1957-60-ban, a világviszonylatban is elsők között végzett repülőgépes méréseknek, ezek alapján országos légszennyezettségi térképeket készített,
1970-ben a Debreceni Kossuth Lajos Tudományegyetemen biológia-kémia tanári oklevelet, majd 1972-ben a Debreceni Orvostudományi Egyetemen summa cum laude orvos-biológus doktori diplomát szerzett. Tudományos munkatársi, majd főmunkatársi kinevezést kapott.
1975-ben megjelent a Levegőszennyeződés c. könyve első kiadása, melyet a meteorológiai bibliográfia „úttörő jelentőségű”-nek nevez. 1975-ben megszervezte a Balatonvidék levegőszennyezettség mérő hálózatát, melynek eredményeiről tanulmány készült. 1977-79-ben az Országos Meteorológiai Szolgálatnál szaktanácsadó.   
Szakmai tevékenységének meghatározó időszaka az Országos Immisszió-mérő Hálózat megszervezése. 1974-ben.. Tudományos csoportvezetői besorolást kapott. A tevékenység a KÖJÁL-ok, majd az ÁNTSZ-ek szervezetén alapult. Egységes szervezetét tekintve Európában egyedülálló, országosan 43 munkatárssal, központi műszer- és vegyszerellátással. Az adatfeldolgozás az első hazai számítógépes rendszerek egyike volt. Az eredményeket két önálló Egészségtudomány szám is tartalmazza. Ismertté vált az ország településeinek levegőszennyezettségi állapota. A rendszer redukált, de korszerűsített állapotában a mai napig működik, ellátja a nemzetközi és hazai adatszolgáltatást.
1980-ban a Környezetvédelmi Intézet alapító tagja, igazgató-helyettese. Részt vett a Környezetvédelmi Vizsgáló Állomások országos rendszerének megvalósításában. Vizsgálati módszerkönyvet dolgozott ki számukra. Részt vett a PHARE program lebonyolításában. Ezalatt mellékfoglalkozásban az OKI Főigazgatóság szaktanácsadója. 1985-ben főfoglalkozásban visszatért az Országos Közegészségügyi Intézetbe.
1980-ban jelent meg „A levegőminőség vizsgálata” c. könyve. 22 szakkönyv írásában volt társszerző. Lexikonok, enciklopédiák írásában vett részt. Egyetemi, főiskolai (BME, HIETE) tankönyvekben fejezeteket írt. Könyveiért Nívó-díjakat kapott. Két ismeretterjesztő filmhez írt forgatókönyvet. Több mint 60 tudományos és ismeretterjesztő közleménye jelent meg hazai és külföldi szakfolyóiratokban.
Kutatási témái közt szerepel a hazánkban levegőszennyezettség által okozott egészségi károk, gazdasági károk meghatározása. 1994-ben, az ezzel összefüggő halálozások számát évi 17 ezerben határozta meg. Ezt a  szakemberek irreálisan soknak tartották. Később a WHO hazánkra vonatkozóan ezt 19 ezernek adta meg. Levegővizsgálatokkal kapcsolatos tudománytörténeti kutatásokkal foglalkozott.
1972-től 2000-ig oktatott a BME Mérnöktovábbképző Intézet évfolyamain, az Orvostovábbképző Egyetem Tisztiorvosi Tanfolyamain és az Egészségügyi Főiskolán. Vezetőségi tagja volt a Magyar Hygiénikusok Társaságának.
A berlini Humboldt Universität-tel és a Hallei Közegészségügyi Intézettel folytatott 10 éves együttműködésben vett részt. 1991-ben a rendszerváltást követően, hazánkból elsőkként kaptak meghívást meteorológus kollégájával, a NATO Advanced Study Institut Törökországban rendezett továbbképzésére. Tanulmányutakon vett részt az Egyesült Államokban, Nagy-Britanniában, Ausztriában, a két Németországban, Csehszlovákiában, Hollandiában, Finnországban, a MTA Tihanyi Limnológiai Kutatóintézetében.
Munkáját 1990-ben Eötvös Lóránd díjjal ismerték el. 1991-ben Fenyvessy Béla Emlékérmet kapott, emlékelőadásában a levegőhygiéne feladatait és jövőbeni programját vázolta fel. 1985-től 2000-ig, nyugdíjba vonulásáig szaktanácsadó volt az OKI-ban, 50 éves szolgálati idővel. A Hygiénikus Társaság Emlékgyűrűjével búcsúztatták.
1989-től 2021-ig egyéni vállalkozó, levegővédelmi és környezet-egészségügyi szakértőként. Főbb munkái: beruházások környezetvédelmi hatástanulmányai, engedélyezési eljárások, pl. a Paksi Atomerőmű Bátaapáti radioaktív tároló, Paksi Atomerőmű felülvizsgálat, M0, M4, M6, M7 és völgyhíd, M8 és Duna-híd, M10, M30, M44. autópályák, Bp.-i Hulladékégetőmű, 4. Metró beruházás, Duna hajózás-fejlesztési projekt, bevásárló központok, Szlovák mérőhálózat projekt, Mosoni Duna-ág torkolati műtárgy.
Tevékenységének egy másik területe az asztrobiológia. Alapító tagja az Asztronautikai Társaságnak. Első ezirányú közleménye 1969-ben jelent meg. Megállapításai, elméletei úttörő jellegűek, ma már általánosan elfogadottak. Számos ezirányú írása jelent meg folyóiratokban, melyekért 1987-ben Galaktika-díjat kapott. 1998-ben jelent meg Kozmikus biológia c. könyve.

## Könyvek
- Várkonyi T.. Levegőszennyeződés. Műszaki K (1975, 1980)
- Várkonyi T.-Cziczó T.: A levegőminőség vizsgálata, Műszaki K.1982.
- Az élet veresége. Akadémiai kiadó, 1988.
- Várkonyi T.: Kozmikus biológia, Antikva, 1998.

## Könyvfejezetek
- A levegőtisztaság-védelem hazánkban. OKI 1972
- Kovács M.: A környezetvédelem biológiai alapjai, 1. és 2. kiadás, 1978,1981. Angol kiadás 1985
- Levegőhygiéne. Főisk. jegyzet 1978
- Településegészségtan .I-III Főisk. tankönyv 1979.
- Szepesi D.: A levegőkörnyezet tervezése. Műszaki K.1981.
- Környezetminőség és környezetvédelem Magyarországon Műszaki K. 1982
- Palotás L.: Mérnöki Kézikönyv, Műszaki Kiadó 1985.
- Horváth B.: Környezetvédelem. Népszava k.1988.
- Hinrichsen, Enyedi: State of Hungarian Environment, MTA,1990.
- Levegőhygiéne. Orvostovábbképző Egyetem 1990.
- Barótfy I.: Környezettechnika Kézikönyv, 1. és 2. kiadás, 1991,1999.
- Környezetvédelmi Lexikon, Akadémiai Kiadó, 1993. és 2002.
- Mudri K.: Település-és Környezetegészségtan I., II. HIETE 1997
- Environmental Air Quality and Pollution Control in Hungary. Central
- European Journal of Environmental Medicin 1995.
- Környezet-egészségügy, egyetemi tankönyv, 1998.
- Magyar Nagylexikon, Akadémiai Kiadó. (folyamatos) Pannon Encklopédia. 2000. Akadémiai Kiadó
- Magyar Tudománytár, Magyarország földje.(Főszerk:.Glatz Ferenc) Kossuth Kiadó Bp. 2002.
- Hungarian Environmental Health Action Bp. 2007.
- Orvosmeteorológia. Szerk: Holicska Sz. Athenaeum, Bp.2008.

## Szakdolgozatok
- A levegőszennyeződés biológiai hatásai 1967. Diplomamunka. Debrecen.
- Regionális kéndioxid szennyeződés vizsgálata a Dunántúlon. Doktori értekezés 1972. Debrecen.